# Cottus beldingii
Cottus beldingii Eigenmann & Eigenmann, 1891 è una specie di pesce osseo facente parte della famiglia Cottidae, originaria del Nord America.